# Lysimachia loomisii
Lysimachia loomisii är en viveväxtart som beskrevs av John Torrey och Paul Erich Otto Wilhelm Knuth. Lysimachia loomisii ingår i släktet lysingar, och familjen viveväxter. Inga underarter finns listade i Catalogue of Life.